# Museo Arqueológico de la Universidad Americana de Beirut
El Museo Arqueológico de la Universidad Americana de Beirut es el tercer museo más antiguo del Medio Oriente después de El Cairo y Constantinopla. Está ubicado en Beirut, Líbano.

## Historia
El Museo Arqueológico de la Universidad Americana de Beirut (Museo Arqueológico AUB) se formó en 1868, después de que Luigi Palma di Cesnola obsequiara una colección de cerámica chipriota a la recién formada Universidad Americana de Beirut. Georges Post fue el primer curador de esta colección y Morris Jesup donó los fondos para la construcción de Post Hall (en la foto) que se inauguró en 1902. Hubo muchos saqueos arqueológicos en el Líbano debido al débil control gubernamental, y la gente llegaba a diario al museo con artefactos probablemente saqueados de excavaciones clandestinas. Entre 1902 y 1938, el Museo adquirió colecciones de todo Oriente Medio. El museo permaneció cerrado durante la Segunda Guerra Mundial y volvió a abrir en 1948. Se expandió en la década de 1950 y duplicó su superficie con una remodelación dirigida por el curador Dimitri Baramki, que se abrió al público en 1964. El museo permaneció abierto durante los años de crisis en el Líbano entre 1975 y 1990 y se sometió a otra renovación completa en 2006 bajo la dirección actual, Leila Badre. Se agregó un entrepiso que aumentó el espacio en una quinta parte utilizando fondos obtenidos de la Fundación de la Familia Joukowsky. El Museo Arqueológico AUB es el tercer museo más antiguo del Cercano Oriente, después de El Cairo y Constantinopla

## Muestras
Las colecciones están organizadas por cronología y temas, con exhibiciones a los lados de la galería que muestran la evolución de la cerámica. Otras exhibiciones incluyen la Colección Cesnola, que muestra cerámica de Chipre desde la Edad del Bronce hasta la época romana. La colección prehistórica incluye las eras Paleolítica y Neolítica. La colección Ksar Akil fue donada por el equipo de la Universidad de Boston que excavó este sitio arqueológico en 1948. La pantalla muestra 23 metros (75,5 pies) secuencia estratigráfica de treinta y siete capas y herramientas de pedernal pertenecientes a varias culturas. La secuencia está fechada por radiocarbono entre 50.000 y 18.000 AP, y contenía una mandíbula humana fechada en 40.000 AP y un cráneo completo fechado en 35.000 AP.
La vitrina del Paleolítico muestra el viaje del hombre a través de la Edad de Piedra, cubriendo eventos importantes como el descubrimiento del fuego, la caza y pinturas rupestres. La vitrina del Neolítico cubre los albores de la agricultura, la domesticación de los animales, los inicios de la alfarería, los pueblos y la religión. La colección de figuritas de terracota muestra su evolución desde la Edad del Bronce hasta la época romana y su importancia en el desarrollo de la religión. La colección de figuras de metal incluye principalmente hombres y dioses, utilizados como símbolos de poder. Las exhibiciones de la Edad del Bronce muestran artefactos fechados entre el 3000 a. C. y el 1200 a. C., que incluyen evidencia de escritura, comercio y urbanización tempranos. Las exhibiciones de la Edad del Hierro muestran evidencia de las invasiones de asaltantes marineros y ciudades estado durante el período comprendido entre 1200 a. C. y 400 a. C. Las vitrinas fenicias muestran la extracción de tinte púrpura de conchas de murex, cerámica y vidrio fenicio. La religión fenicia está representada por una gran estela de un sacerdote, un trono de Astarté, cucharas de libación y un amuleto de cristal. Otra característica notable de esta sección es la mandíbula de Ford que data del siglo V a. C. y muestra el ejemplo  conocido más antiguo de odontología. La inscripción de Bodashtar también se muestra junto con una explicación del desarrollo del alfabeto lineal. La colección de época clásica incluye relieves funerarios de Palmira, Egipto y el Levante, un mosaico bizantino y una colección de sarcófagos funerarios que se exhiben en la escalera que conduce al entrepiso. El período islámico muestra materiales desde el período omeya en el 656 d. C. hasta el Imperio otomano en el siglo XIX, donde se muestran azulejos y platos vidriados. El entrepiso recién agregado incluye vitrinas que exhiben objetos pequeños como una colección de monedas, escarabajos y sellos, lámparas, amuletos, cosméticos, joyas, herramientas y armas. 

## Proyectos
El museo ha estado involucrado en proyectos de investigación y recuperación arqueológica. En 1956-1974, el museo participó en las excavaciones de Tell el-Ghassil en el valle de Beqaa, un sitio agrario cuyos niveles datan de 1800 a 600 a. C. Parte del material de la Edad del Hierro recuperado se exhibe en el museo, incluida una copa con una decoración incisa de pájaros y patos descubierta en Tell el Yehudiyeh y que data de 1730-1550 a. C. La copa se encontró junto a un esqueleto y se presume que es un regalo funerario para usar en el más allá.
El museo también ha llevado a cabo una serie de excavaciones en el distrito central de Beirut bajo la dirección de Leila Badre. Estos han incluido el antiguo tell de Beirut, sitio BEY 003. El propósito de esta excavación fue descubrir el "Biruta" de las Cartas de Amarna. Se encontró evidencia de un sistema de fortificación que se construyó en el segundo milenio antes de Cristo hasta el período helenístico, junto con los restos de un edificio que data del tercer milenio antes de Cristo y un tesoro de objetos egipcios. Otro sitio en el que el museo ha estado involucrado es BEY 012, la Catedral de San Jorge de los Ortodoxos Griegos, donde se llevaron a cabo excavaciones en 2001. Ocho capas mostraban la ocupación desde el período helenístico en adelante y los restos de cinco, posiblemente seis, iglesias sucesivas. Otro sitio investigado fue BEY 215, el edificio An-Nahar, que revela seis niveles de ocupación que datan de la época persa a la bizantina, mostrando una ocupación continua desde el siglo IV a. C. Tell Kazel en Siria también ha sido excavado y estudiado por Leila Badre desde 1985. Probablemente en la antigua Simyra, se descubrieron niveles desde el Período Mameluco hasta la Edad del Bronce. Los hallazgos incluyeron un templo y habitaciones con pisos pavimentados con conchas marinas. Los visitantes del museo pueden ver reliquias como sellos cilíndricos, collares, cerámica y ofrendas del templo organizadas de acuerdo con la ubicación del sitio. El museo también se ha embarcado en la restauración de las pinturas murales de Mar Sarkis y Bakhos en Kaftoun con la Universidad de Varsovia.

## Publicaciones

### Tell el-Ghassil
- Baramki, D., Excavación en Coele-Syria, Archaeological News, Archaeology, págs. 141–42, 1957.
- Baramki, D., Primer informe preliminar sobre la excavación de Tell el Ghassil, BMB vol.16, págs. 87-102, 1961.
- Baramki, D., Segundo informe preliminar sobre la excavación de Tell el Ghassil, BMB vol.17, págs. 47-103, 1964.
- Baramki, D., Tercer informe preliminar sobre la excavación de Tell el Ghassil, BMB vol.19, págs. 29–48, 1966.
- Joukowsky, M., La cerámica de Tell el-Ghassil en la Beqa'a. Un estudio y análisis comparativos de las mercancías de la Edad del Hierro y la Edad del Bronce, Beirut, Líbano, 1972.
- Doumet-Serhal, C., Les Fouilles de Tell el-Ghassil de 1972 a 1974. Etude du matériel, BAH-T.146, Beyrouth, Liban, 1996.

### BEY003
- Badre, L., BEY 003 Informe preliminar Excavaciones del Museo de la Universidad Americana de Beirut 1993-1996. Informe de las excavaciones en el centro de la ciudad de Beirut en rehabilitación desde principios de la década de 1990, BAAL, vol.2, págs. 6-94, 1997.

### Tell Kazel
- Badre, L. et al., Tell Kazel, Siria. Excavaciones del Museo AUB 1985-1987. Informe preliminar. Berytus 38: 10-124, 1990.
- Badre, L. et al. Tell Kazel (Siria), Rapport préliminaire sur les 4è-8è campagnes de fouilles (1988-1992). Siria 71: 259-346, 1994.
- Badre, L. et al. Dile a Kazel, Siria. Excavaciones del Museo AUB, 1993-1998. Tercer informe preliminar. Berytus 44: 123-203 y suplemento en CD ROM, 1999-2000.

### La Iglesia de Mar Sarkis y Bakhos en Kaftoun
- Hélou, N., “Les fresques de Kaftoun au Liban : la cohabitación de las tradiciones bizantinas y orientales ”. Chronos, n. ° 20, págs. 7-32, 2009.
- Chmielewski, K. y Waliszewski, T. 2007. “La iglesia de Mar Sarkis y Bakhos en Kaftûn y sus pinturas murales. Informe 2003-2007 ”. BAAL, vol. XI, 2007, págs. 279–325.

### Otras publicaciones
- Capet, E., Tell Kazel (Siria), Rapport préliminaire sur les 9è-17è campagnes de fouilles (1993-2001) del Musée de l'Université Américaine de Beyrouth. Chantier II. Berytus 47: 63-121, 2003.
- Badre, L., Tell Kazel-Simyra: Una contribución a una historia cronológica relativa en el Mediterráneo oriental durante la Edad del Bronce tardía. Boletín de la Escuela Americana de Investigación Oriental (BASOR) 343, 45-75,2006
- Gubel, E., Conferencia en Convención Internacional : “Urbanistica Fenicia E Punica”, Roma. 21 al 23 de febrero de 2007. Eric Gubel (Musées Royaux d'Art et d'Histoire de Bruxelles) Pueblos y puertos fenicios en el norte: el caso de Amurru de la Edad del Hierro Temprana, 2007.
- Badre, L. y Capet, E., Les fouilles de Tell Kazel (¿Sumur?) En La Méditerranée des Phéniciens: número especial de Les Dossiers d'Archéologie HS-n. ° 13: 46-49, 2007.
- Jung R. Die Mykenische Keramik von Tell Kazel (Siria) . Damaszener Mitteilungen Bd 15 Mainz. págs. 147 - 218, 2006.
- Capet, E., Les Peuples des Céramiques "Barbares À Tell Kazel (Siria). Scripta Mediterranea, vol. XXVII-XXVIII, 2006–2007, págs. 187–207, 2006–2007.
- Badre, L., La arquitectura religiosa en la Edad del Bronce: Bronce medio Beirut y Bronce tardío Tell Kazel. en Interconexiones en el Mediterráneo Oriental, Líbano en la Edad del Bronce y del Hierro. Actas del Simposio Internacional, Beirut 2008. Hors-Série BAAL, vol. VI, 2009, págs. 253–270, 2009.
- Mackay, D., A Guide to the Archaeological Collections in the University Museum (Universidad Americana de Beirut), AUB, Beirut, Líbano, 1951.
- Baramki, D., Museo Arqueológico de la Universidad Americana de Beirut, AUB, Beirut, Líbano, 1967.
- Baramki, D., The Coins Exhibited in the Archaeological Museum of the American University of Beirut, Centennial Publications, 1968.
- Karageorghis, V. y Badre L., Antigüedades chipriotas en el Museo Arqueológico de la Universidad Americana de Beirut, Fundación Leventis, Nicosia, Chipre, 2009.

### Folletos
- Folleto del Museo Arqueológico de la Universidad Americana de Beirut, 2006.
- Museos en el Líbano, Líbano - Ministerio de Turismo, 2009

### Boletín informativo
- La Sociedad de Amigos del Museo publica dos veces al año un Boletín en el que se da cuenta de las actividades del Museo.